# Compartir (estación)
La estación sencilla Compartir será una de las estaciones que formará parte del sistema de transporte masivo de Bogotá, TransMilenio, inaugurado en el año 2000.
Será una estación que corresponde a la Fase III de la extensión de TransMilenio por la Avenida NQS hacia el municipio de Soacha.

## Ubicación
La estación estará ubicada en la Comuna 1 al sur de Soacha en cercanías del Humedal El Vínculo, concretamente sobre la Autopista Sur con Diagonal 30 Sur.
Atiende la demanda de los barrios Ciudadela Colsubsidio Maiporé, Santa Ana Sur, Compartir, Ciudad Latina, Villa Flor, Villa Sofía y alrededores.

## Origen del nombre
La estación recibe el nombre en alusión a la Comuna 1 de Compartir y el barrio homónimo.

## Historia
La construcción de la estación aún no se ha realizado debido a las demoras de la construcción de la I Fase en Soacha. Pero en febrero del 2021, confirmó la gerente de la Empresa Férrea Regional (EFR), Jeimmy Villamil Buitrago, que las obras incluyendo el Patio Taller El Vínculo, las calzadas mixtas y exclusivas, las 5 estaciones Carrera 7, San Humberto, Intermedio 3M, Ducales y Compartir, el espacio público, puentes y en general el tramo de vía, comenzarían en abril de 2021 y terminarían probablemente en abril de 2023.

## Ubicación geográfica
| Noroeste: Valles de Santa Ana | Norte: Valles de Santa Ana | Nordeste: G Ducales         |
| Oeste: Santa Ana Central      |                            | Este: Humedal El Vínculo    |
| Suroeste: G Portal El Vínculo | Sur: Humedal El Vínculo    | Sureste: Humedal El Vínculo |